# Nyssodrysternum univittis
Nyssodrysternum univittis là một loài bọ cánh cứng trong họ Cerambycidae.